# Рівна (Україна)
Рі́вна —  село в Україні, в Львівському районі Львівської області. Населення становить 37 осіб. Орган місцевого самоврядування - Перемишлянська міська рада.